# Струговка (Приморский край)
Стру́говка — село в Октябрьском районе Приморского края. Входит в состав Покровского сельского поселения.

## География
Село Струговка находится к северу от села Покровка.
Расстояние до районного центра около 6 км, автодорога к селу Струговка идёт мимо посёлка Дальневосточная МИС.
От Струговки на север дорога идёт к селу Поречье.

## Население
| 1897 | 1900 | 1912  | 1915  | 2002  | 2010 |
| ---- | ---- | ----- | ----- | ----- | ---- |
| 509  | ↗614 | ↗1105 | ↗1344 | ↘1242 | ↘998 |

## Улицы
| - ул. Кубанская, - ул. Первомайская, - ул. Советов, | - пер. Новый, - пер. Школьный. |

## Экономика
Сельскохозяйственные предприятия Октябрьского района.